# Faludi Judit
Faludi Judit (Budapest, 1968. augusztus 13.[forrás?] –) Liszt Ferenc-díjas csellóművész, érdemes művész.

## Élete
Kilencévesen kezdett el csellózni, a budapesti Bartók Béla Konzervatórium elvégzése után a Liszt Ferenc Zeneművészeti Egyetem gordonka tanszakán, Onczay Csaba irányításával tanult tovább. 1993-ban vette át előadóművészi diplomáját. Egyetemi évei alatt a Magyar Állami Operaház zenekarában játszott egészen 1997-ig, emellett tagja a Magyar Virtuózok Kamarazenekarnak.
1998-ban kezdte meg szóló- és kamarazenei pályafutását és azóta is állandó résztvevője a magyar zenei életnek. Rendszeresen fellép a budapesti Zeneakadémián, az Országház Kupolatermében és a Magyar Rádió márványtermében, a Budapest Kongresszusi Központban, állandó fellépője a Budavári Mátyás-templomi koncertsorozatnak, illetve Budapest nevezetes helyszínein ad koncerteket.
Rengeteg művésszel dolgozott már együtt, köztük Kovács János, Stephen d'Agostino karmesterrel, Jandó Jenő, Kiss Gyula, Szenthelyi Judit zongoraművészekkel, Szenthelyi Miklós hegedűművésszel és még számtalan más előadóval is.
2005-ben a Magyar Rádió „A hét muzsikusává” választotta. 2007 márciusában az Indiában megrendezett Magyar Napok hangversenyeinek szólistája volt majd novemberben Budapesten, a Dohány utcai Zsinagógában adott koncertet, mellyel ismét elnyeri a Magyar Rádió „A hét muzsikusa” címet. 2008 januárjában Szenthelyi Miklós hegedűművésszel adott Kodály-hangversenyt a Kairói Operaházban. Nem sokkal később megjelent első önálló lemeze Csellóvarázs címmel. 2008 őszén az Egyesült Államokban, 2009 januárjában Japánba koncertkörútra utazott. 2009. március 15. alkalmából Liszt Ferenc-díjjal tüntették ki. 2015-ben a Budapesten megrendezésre kerülő Siker-nap, egész nap tartandó programjai közül, az egyik koncert fellépő vendége volt, a nap végén Arnold Schwarzenegger világhírű, amerikai színész tartott előadást. 2016-ban nagysikerű koncertet rendezett "Csajkovszkij est" névvel, továbbá 2017-ben a világhírű csellóművészről Jacqueline du Pré-ről emlékezett meg egy szólóesttel a Budapest Kongresszusi Központban. 
2018-ban jelent meg legutóbbi szólóalbuma, Gagliano2018 címmel. 2018-ban a Heti TV, a "Hét Emberévé" választotta. Mesterhangszerét a híres olasz hangszerész, Gagliano, a 18. században készítette.

## Díjai, elismerései
- Magyar Köztársasági Ezüst Érdemkereszt (2008)
- Liszt Ferenc-díj (2009)
- Érdemes művész (2018)
- A "hét embere" (2018)